# ウラジーミル・ロースキイ
ウラジーミル・ニコラエヴィチ・ロースキイ（ロシア語: Влади́мир Никола́евич Ло́сский、ポーランド語: Władimir Nikołajewicz Łosski、チェコ語: Vladimír Losskij、1903年5月26日 – 1958年2月7日）は、影響力のある正教会の神学者。1903年誕生。1922年にロシアから亡命。2年後パリに落ち着き、1958年に永眠するまでそこで暮らした。パリの聖ディオニシイ神学院（St. Denys Institute）で首席学部長を務め、教義学を講じた。ロースキイはその著書『東方キリスト教の神秘思想』（英語: The Mystical Theology of the Eastern Church、正教用語で訳せば『東方教会の機密神学』）でよく知られている。
パーヴェル・エフドキーモフとほぼ同世代の亡命ロシア人であり、フランス語で著述した事も共通している。

## 略歴
ウラジーミルは、1903年5月26日に、サンクトペテルブルク大学の哲学者・教授であったニコライ・オヌーフリエヴィチ・ロースキイ（Никола́й Ону́фриевич Ло́сский）の家庭に生まれた。成長してウラジーミルはサンクトペテルブルク大学で学び始めたが、1922年に父ニコライは家族全員とともにロシアから亡命した。ウラジーミルはチェコスロヴァキアのプラハで勉学を続けざるを得なくなったが、やがて家族とともに住んだパリのソルボンヌで勉学を終えた。彼の関心はギリシャ教父と西欧における中世哲学に向けられていた。1928年、ロシア系ユダヤ人のMadeleine Shapiroと結婚し、4人の子を儲けた。
パリの聖ディオニシイ神学研究所の首席学部長となり、教義学を講じる。1958年2月7日に54歳で急死するまでその職にあった。
ウラジーミル・ロースキイは、首席学部長を勤める傍ら、自身の著作『東方キリスト教の神秘思想』（英語: The Mystical Theology of the Eastern Church、正教用語で訳せば『東方教会の機密神学』）で最もよく知られることとなった。この著作は初めての教父の教義神学の体系であり、正教会に広く認められるものとなっている。

## 著作
- The Mystical Theology of the Eastern Church SVS Press, 1997. (ISBN 0913836311) James Clarke & Co Ltd, 1991. (ISBN 0227679199)
- * （日本語訳）宮本久雄 訳『キリスト教東方の神秘思想』勁草書房（1986年10月）ISBN 9784326100668
- Orthodox Theology: An Introduction SVS Press, 2001. (ISBN 0913836435)
- In the Image and Likeness of God SVS Press, 1997. (ISBN 0913836133)
- The Vision of God SVS Press, 1997. (ISBN 0913836192)
- The Meaning of Icons, with Leonid Ouspensky SVS Press, 1999. (ISBN 0913836990)
- Sept jours sur les routes de France: Juin 1940 Cerf, 1998. (ISBN 2204060410)
- Theologie Negative et Connaissance de Dieu Chez Maitre Eckhart 1960. Vrin, 2002. (ISBN 2711605078)